# Аамир Хан
Аамир Хан (на урду: عامر خان) е индийски актьор и режисьор.

## Биография
Аамир Хан е роден на 14 март 1965 година в Бомбай в мюсюлманско семейство. Баща му Тахир Хосайн е филмов продуцент, а чичо му Насир Хусайн е продуцент и режисьор. Започва да се снима в киното като дете и се занимава професионално с това от средата на 80-те години.
Аамир е бил женен два пъти. През 28 декември 2005 г. се жени за Киран Рао, която е била асистент-режисьор на Ашутош Говарикър по време на снимките на „Лагаан“.
През 1993 г. се ражда синът му Джунаид, през 1998 г. се ражда дъщеря му Айра, а през 2011 г. се ражда втория му син Азад Рао
През следващите години се превръща в една от големите звезди на Боливуд и придобива международна известност с филми като „Лагаан“ („लगान“, 2001) и „Тримата идиоти“ („३ इडियट्स“, 2009).

## Избрана филмография
- „Изречение“ (1988)
- „Любовта, любовта, любовта“ (1989)
- „Шегаджия“ (1995)
- „Лагаан“ (2001)
- „Мангал Панди“ (2005)
- „Като звезди на Земята“ (2007)
- „Гаджини“ (2008)
- „Тримата идиоти“ (2009)
- „Байкери 3“ (2013)
- „Пикей“ („पीके“, 2014)
- „Борец“ (2016)